# 底知れぬ愛の闇
『底知れぬ愛の闇』（原題：Deep Water）は、2022年に配信されたアメリカ合衆国の官能スリラー映画。主演はベン・アフレック、アナ・デ・アルマス、監督は2002年の映画『運命の女』以来20年ぶりにメガホンを取ったエイドリアン・ライン。原作は1957年発表のパトリシア・ハイスミスによる同名の小説（邦訳『水の墓碑銘』）。

## あらすじ
互いに恋に落ちた夫婦は、周りの人々が死ぬのを見始める互いに致命的なマインドゲームを始める。

## キャスト
※括弧内は日本語吹替。
- ヴィック・ヴァン・アレン - ベン・アフレック（森川智之）
- メリンダ・ヴァン・アレン - アナ・デ・アルマス（三木美）
- ライオネル - トレイシー・レッツ（加藤亮夫）
- マギー - レイチェル・ブランチャード（夏目あり沙）
- ナッシュ - リル・レル・ハウリー
- ドム - フィン・ウィットロック
- リチャード - ジェイコブ・エローディ
- アーサー - ダッシュ・ミホク
- ジャッキー - クリステン・コノリー
- イブリン - ジェイド・フェルナンデス
- ジェフ・ピーターソン - マイケル・ブラウン
- ケビン・ワシントン - マイケル・シアラバ

日本語吹替その他出演：有沢俊浩、閻子丹、槙野旦、松田喜実、中村美怜、中西正樹、野々山恵梨、菊池通武、岡村明香、野々宮彩恵、関口雄吾、田島章寛、島田高虎
日本語版制作スタッフ 演出：吉田啓介、翻訳：高木美和、制作：グロービジョン

## 制作
2013年に企画が始まった。本作の撮影で出会ったベン・アフレックとアナ・デ・アルマスは一時的に交際するようになった（後に別れた）。

## 公開
『底知れぬ愛の闇』はアメリカで20世紀スタジオ配給により当初2020年11月13日に劇場公開される予定だったが、2021年8月13日に延期され、さらに再びCOVID-19パンデミックが原因で延期された。最終的に劇場公開は断念され、アメリカでは2022年3月18日にHuluで配信され、アメリカ以外ではAmazon Prime Videoで2022年3月18日に配信された。

## 評価
レビュー・アグリゲーターのRotten Tomatoesでは221件のレビューで支持率は37%、平均点は5.00/10となった。Metacriticでは46件のレビューを基に加重平均値が53/100となった。

## 原作の訳書
- パトリシア・ハイスミス『水の墓碑銘』 柿沼瑛子訳、河出文庫、1991年、改版2022年